# Michiel Mispelon
Michiel Mispelon (Handzame, 27 februari 1922 - 6 februari 1980) was een Belgisch pionier van de genealogie en familiegeschiedenis.

## Levensloop
Zoon van Hippoliet Mispelon, die slager was, en van Zulma Verlinde, behaalde hij in 1941 het onderwijzersdiploma aan de normaalschool in Torhout. Na twee jaar als onderwijzer te hebben gewerkt in Woumen, werd hij in 1943 gemeentesecretaris van Merkem. Na de Bevrijding werd hij uit het ambt ontzet en beleefde hij een moeilijke tijd van werkloosheid, kleine jobs en armoede.
Hij gebruikte de vrijgekomen tijd om zijn belangstelling voor voorouders en familiekunde verder uit te diepen. Hij werd stilaan beroepsgenealoog. Hij trouwde in 1948 met Agnès Debeuckelaere en ze hadden twee dochters.
In 1964 werd hij de stichter van de Vlaamse Vereniging voor Familiekunde (V.V.F.), waarvan hij tot aan zijn dood de bezielende beheerder bleef. Het V.V.F.-tijdschrift, waarvan hij hoofdredacteur werd, gaf hij de naam 'Vlaamse Stam'. Mispelon wilde duidelijk ook op dit gebied voor Vlaamse aanwezigheid zorgen. Hij bouwde de vereniging, met enkele duizenden leden uit tot een van de belangrijkste genealogische verenigingen van West-Europa.
In 1968 werd in Antwerpen het Centrum voor Familiegeschiedenis opgericht, waarvan hij de directeur werd. Hij reisde dagelijks heen en weer van Handzame naar Antwerpen, maar ook naar talloze dorpen en steden in Vlaanderen, waar hij voordrachten of lessen gaf. Elke zaterdag hield hij zitdag in een of andere rijksarchief, waar hij de leden-familievorsers wegwijs maakte in de bronnen en ze de nodige wenken gaf.
In 1978 richtte hij het Vlaams Centrum voor Genealogie en Heraldiek v.z.w. op in Handzame. In dat centrum heeft hij een zo volledig mogelijke historische, genealogische en heraldische documentatie samengebracht, geïnventariseerd en ter beschikking gesteld van belangstellenden.
Bij het opmaken van genealogieën worden tekens en afkortingen met een internationaal karakter gebruikt. Mispelon introduceerde ook een aantal eigen tekens, waarbij hij vooropstelde dat de gebruikte symbolen moesten voorkomen op een gewone schrijfmachine.
Mispelon had een zwak hart en werd in 1980 door een massieve hartaanval geveld. Hoezeer hij gewaardeerd werd kwam twee jaar na zijn dood tot uiting toen een 'Gedenkboek' ter zijner nagedachtenis werd gepubliceerd, dat niet minder dan 650 bladzijden besloeg en waarvoor een groot deel van wie op dat ogenblik naam had in de Nederlandstalige wereld van geschiedenis, heraldiek, naamkunde of heemkunde in België, een bijdrage leverde.

## Publicaties
- Klim in je stamboom, Handzame, 1970.
- Kalender 1975, met tekeningen door Andreas Vanpoucke, Handzame, 1975.
- Mijn dorp in het Krekedal, 1977.
- Het Vlaams Centrum voor Genealogie en Heraldiek v.z.w. gedurende de jaren 1978-1979, in: Liber Memorialis Leo Vanackere, Handzame, 1980.
- Tal van artikels in tijdschriften.

## Uitgever
In 1966 richtte hij de uitgeverij 'Familia et Patria' op in Handzame. De uitgeverij specialiseerde zich in het uitgeven van historisch, genealogisch, naamkundig en heraldisch werk. Bekend werden de anastatische herdrukken of facsimile's van
- Sanderus' Flandria Illustrata, 1974.
- De Bo's Idioticon, 1976.
- Kiliaans Etymologicum, 1974.
- Stallaert's Glossarium: van verouderde rechtstermen, kunstwoorden en andere uitdrukkingen uit Vlaamsche, Brabantsche en Limburgsche oorkonden, uitg. Frans Debrabandere, 1977.
- Corneille GAILLIARD, Le Blason des Armes suivi de l'armorial des villes, châtellenies, cours féodales, seigneuries et familles de l'ancien comté de Flandre, 1979.
- E. MANNIER, Études étymologiques, historiques et comparatives sur les noms des villes, bourgs et villages du département du Nord, 1975.
- Philippe DE L'ESPINOY, Recherches des antiquitez et noblesse de Flandres (1632), 1974.

In facsimile verschenen talrijke werken die voor heemkundigen en plaatselijke historici van bijzonder belang waren en die ze nauwelijks konden raadplegen, tenzij in openbare bibliotheken. Hij zorgde ervoor dat ze die voortaan in hun eigen boekenkast konden bewaren. Zo publiceerde hij:
- J. OPDENDRINCK, Poperinghe en omstreken. Godsdienstberoerten der XVIe eeuw of den geuzentijd, 1980.
- Frans DE POTTER, Gent, Van Den Oudsten Tijd Tot Heden, 1969.
- Jules MUSSELY & Joris BUYSSCHAERT, Geschiedenis van Ledeghem (1912), 1976.
- K. DE CEUNINCK, Geschiedenis van Staden.
- C. VANDEN BUSSCHE, Geschiedkundig memoriaal van Wercken.
- R. DE BEAUCOURT DE NOORTVELDE, Geschiedenis en beschrijving der gemeente Westende-ter-zee.
- D. DE LAEY, Geschiedkundige aantekeningen over Hooglede.
- M. VAN DE WEGHE, Geschiedenis van Moorsele.
- R. DE BEAUCOURT DE NOORTVELDE, Geschiedenis van Steene.
- K. DE VOS, Geschiedenis van Zevecote.
- G. F. TANGHE, Parochieboeken, 12 delen, 1975.
- Leopold SLOSSE, Rond Kortrijk (1904-1916), 4 volumes, 1977.

Naast anastatische of facsimilé herdrukken gaf hij talrijke werken uit die met geschiedenis, heemkunde en naamkunde te maken hebben, zoals:
- W. BEELE, Studie van de Ieperse persoonsnamen, 1250-1400, 1975.
- R.J. BOERHAVE, Geschiedenis en genealogie van het geslacht Bouderhave-Boeraeve-Boerhave, 1974.
- C. CAPPELLE, Indices op de hoofdcijnsboeken van het Land van Waas, 1972.
- Frans DEBRABANDERE, Persoonsnamen in de Kasselrij Kortrijk 1350-1400, 1970.
- A. JAMEES, Brugse poorters, opgetekend uit de stadsrekeningen, 3 vol., 1974-1980.
- Louis LEMAIRE, Glossaire pour servir à l'étude de l'histoire et des institutions de Dunkerque et de la Flandre maritime, 1974
- Albert SCHOUTEET, Indices op de buitenpoorterboeken van Brugge 1548-1788n 2 vol., 1965 & 1973.
- Willy VAN HILLE, Inventaire des lettres de légitimation enregistrées aux Chambres des comptes de Lille et de Brabant, au Conseil de Brabant et aux Conseils privés espagnol et autrichien des Pays-Bas et de Franche-Comté, 1979.
- André VANHOUTRYVE, De Brugse Kruisbooggilde van Sint-Joris, 1968.
- André VAN HOUTRYVE, Bibliografie van de geschiedenis van Brugge, Deel I en II, 1972 en 1979.
- Thérèse VERGRIETE, Tables générales des registres aux actes de partage de la ville et châtellenie de Bergues, 1979.
- Thérèse VERGRIETE, Indices op de poorterboeken van St.-Winoksbergen 1389-1789, 1968.
- Ernest WARLOP, De Vlaamse adel voor 1300, 4 volumes, 1968.
- Ernest WARLOP, Wapenboek van Vlaanderen, 1972.

Hij nam vaak bij deze uitgaven financiële risico's, vooral als het er op aankwam werken te publiceren van wetenschappelijke waarde, maar met een onzekere afzet.